# Хобарт (Оклахома)
Хобарт (англ. Hobart) — город и административный центр округа Кайова в штате Оклахома в Соединённых Штатах Америки. По данным переписи 2020 года, население города составляло 3 413 человек.

## История
Поселение под названием Рэгтаун на месте нынешнего Хобарта возникло 6 августа 1901 года, когда на продажу были выставлены участки в бывшей резервации кайова-апачи-команчи на юге территории Оклахома. Вскоре количество поселенцев достигли 2 936 человек, в основном проживавших в палатках, которые вскоре были заменены на деревянные дома. Позднее название городка было изменено на Хобарт, в честь 24-го вице-президента Гаррета Хобарта. К 1903 году было проведено электрическое освещение, завод по производству льда, несколько крупных оптовых предприятий и деревянное здание суда. Экономика тогдашнего Хобарта была основана на производстве хлопка. На момент присоединения обретения Оклахомой статуса штата в ноябре 1907 года население городка составляло 3 136 человек. К 1920 году оно сократилось до 2 936 человек, но в течение нескольких лет возобновило рост, достигнув пика к 1950 году в 5 380 человек. После этого численность населения значительно сократилась, что продолжается по настоящее время. Также в 1950 году было улучшено водоснабжение города: он был соединен акведуком с озером Хобарт, расположенным в нескольких километрах к северу.